# 質量電荷比

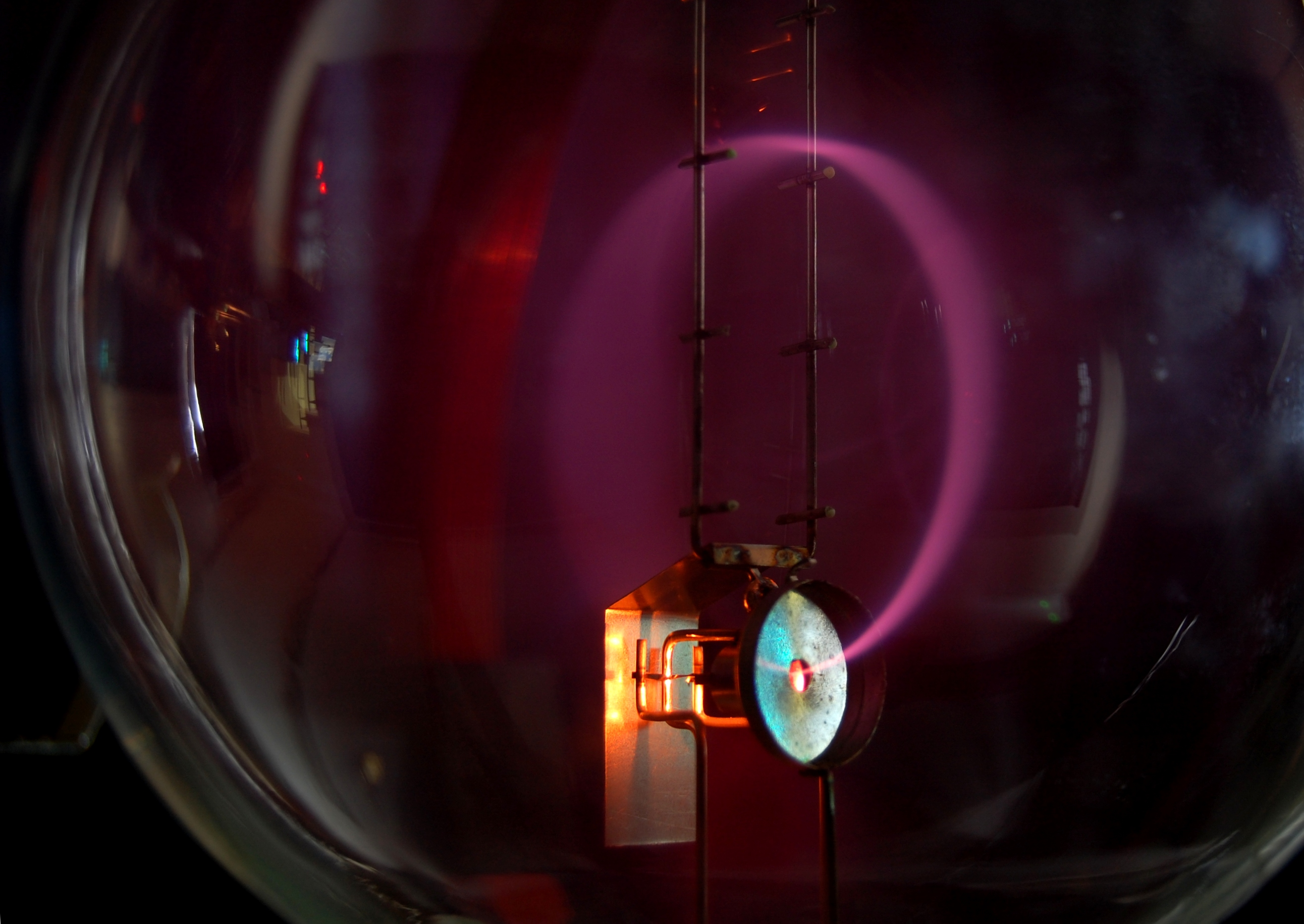
磁場があることにより、Teltron管内を円形に動く電子のビーム。電子がバルブの中の気体分子と衝突することにより、紫色の光が電子の経路に沿って放出されている。電子の質量電荷比はこの装置において紫色の円の半径、磁場の強さ、電子銃の電圧を比較することにより測定できる。この方法では質量と電荷それぞれを測定することはできず、比のみ求まる。

質量電荷比（しつりょうでんかひ、mass-to-charge ratio）は、荷電粒子の質量と電荷の比である。電子光学やイオン光学などの荷電粒子の電気力学において用いられる物理量であり、リソグラフィ、電子顕微鏡、陰極線管、加速器、核物理学、オージェ電子分光、宇宙論、質量分析といった分野で登場する。これらの分野では、「真空中の同一の電磁場のもとで質量電荷比を同じくするすべての粒子は同一経路をとって運動する」という古典電気力学の法則が支配的である。

## 導出
荷電粒子が電磁場中を運動するとき、以下の二つの法則が成り立つ。
{\displaystyle \mathbf {F} =Q(\mathbf {E} +\mathbf {v} \times \mathbf {B} ),} (ローレンツ力の法則)
{\displaystyle \mathbf {F} =m\mathbf {a} } (ニュートンの運動の第2法則
ここで、F:荷電粒子にかかる力、 m:荷電粒子の質量、 a:加速度、
Q:電荷、E :電場、v x Bは荷電粒子の速度ベクトルと磁場ベクトルの外積である。
ニュートンの運動の第3法則より
{\displaystyle (m/Q)\mathbf {a} =\mathbf {E} +\mathbf {v} \times \mathbf {B} }.
この微分方程式は、荷電粒子の真空中における運動の古典力学における方程式である。さらに、粒子の初期状態が与えられれば、古典力学的には粒子の運動は完全に記述できる。また、ただちに質量電荷比m/Qの等しい二つの荷電粒子が同じように振る舞うことがわかる。
このことが、電場や磁場と作用する荷電粒子を扱う多くの科学分野において質量電荷比という物理量が重要な意味をもつ理由である。

### 量子力学との関係
微視的には量子力学から生じる効果によって古典力学の解と異なる振る舞いをし、巨視的にも観測されることがある。例えば、シュテルン＝ゲルラッハの実験は、荷電粒子の経路が質量電荷比のみに依存しない(電子のスピンにも依存する)ことを示している。

## 記号と単位
国際純正・応用化学連合は、質量の記号として {\displaystyle m}を推奨している。また、電荷の記号として {\displaystyle Q}を推奨している。しかし{\displaystyle q}も電荷の記号としてしばしば用いられる。電荷はスカラー量なので、正負の値をとることができないが、ときどき符号と別に示すこともある({\displaystyle -q}、{\displaystyle -e}など)。
クーロン(C)は、SI単位であり、それ以外の単位はあまり知られていない。
質量電荷比{\displaystyle m/Q} のSI単位は kg/Cである。
{\displaystyle [m/Q]} = kg/C
上述の単位と表記法は、質量分析の分野で用いられる。m/zが、質量スペクトルの独立変数として用いられることもある。この表記法では、原子質量単位と素電荷を用いて無次元量を構成する。質量電荷比の定数倍となる。

## 歴史
19世紀、いくつかのイオンの質量電荷比が電気化学的な方法によって測定された。電子の質量電荷比{\displaystyle m/e}は、1890年までにアーサー・シュスターによって測定され、1897年にはピーター・ゼーマン、エミール・ヴィーヘルト、J・J・トムソンによって測定された。この測定によって、電子(それ以前はelectricityと仮定されていた)が、実は電荷と質量をもった粒子であることが強く示唆され、その質量電荷比が、水素イオンH+よりもはるかに小さいものであることが示された。
1898年に、ヴィルヘルム・ヴィーン はイオン (陽極線)を電場と磁場を重ね合わせたイオン光学デバイス(ウィーンフィルター)によって質量電荷比を分けることで分離した。
1901年にはヴァルター・カウフマンが高速に運動する電子の相対論的な質量増加を観測した。
1913年、J・J・トムソンは、イオンの質量電荷比を、彼がパラボラスペクトログラフと呼んだ装置で測定した。
今日では、質量電荷比を測定する装置は質量分析器と呼ばれている。

## 電荷質量比
物体の電荷質量比 (Q/m)とは、その名が示すように、 物体の電荷をその物体の質量で除したものである。一般的に言って、この物理量は粒子として物体が扱われる場合にのみ利便性がある。粒子でない物体に拡張する場合、総電荷、電荷密度、総質量、質量密度を用いるほうがよい。

### 意義
いくつかの物理実験では、電荷質量比は唯一直接測定可能な物理量である。しばしば、電荷は理論的に推定されることから、電荷質量比は粒子の質量を計算することを簡単にする。 
しばしば、電荷質量比は、荷電粒子の運動の外部磁場による偏向を観測することによって決定される。サイクロトロン方程式と粒子の運動エネルギーのような他の情報を結びつけることで、電荷質量比が与えられる。この原理の応用のひとつとして、質量分析器がある。また、同じ原理によってチャールズ・ウィルソンの霧箱によって得られる情報を解くことに用いることもできる。
二つの粒子の間に生じる静電気力と重力の比は、電荷質量比の積に比例する。重力は原子や分子のスケールでは無視できるということが分かる。

### 電子
電子の電荷質量比 -e/me は、実験物理学で用いられる物理量である。電子の電荷質量比は、電子の質量 me の直接測定が困難な一方で、電子の電荷 e と電子の電荷質量比 e/me の測定は可能であることから、重要な意味を持つ。
また、電子の電荷質量比は歴史的な意義がある。J・J・トムソンは、e/me の測定によって陰極線が粒子の集まりから成ることを確信し、それは現在我々が電子と呼んでいるものにほかならない。
2018CODATA推奨値では、電子の質量電荷比を
{\displaystyle -{\frac {e}{m_{\mathrm {e} }}}} = −1.75882001076(53)×1011 C/kg
であるとすることを推奨している。さらに表記法としてelectron charge-to-mass quotientとする事を推奨しているが、現在でもratioが広く用いられている。
電子の"q⁄m"は、J・J・トムソンによって1897年に求められ、さらに垂直な 磁場による偏向と角運動量を取り込んだダニングトンによってより正確に求められた。J・J・トムソンとダニングトンの方法以外にも、よく知られた二つの方法で電荷質量比は測定されている。
1. マグネトロン法 - タングステン陰極の直熱式二極管であるフェランティ GRD7管を用いて, 電子を加熱されたタングステンフィラメントからアノードへと放出させる。タングステン陰極と平行に磁場を掛け、印加電圧を一定に保った状態で磁場を強めていき、電流が流れなくなる限界の磁場から質量電荷比率 e/m を計算することができる[6][7]。
2. ファインビームチューブ法 - 電子をカソードから、キャップ状のアノードにむけて加速させる。電子は、ヘリウムの満たされた陰極線管に放出され、円形に光る。この光る円の半径から、質量電荷比 e/m を計算する。

### ゼーマン効果
電子の電荷質量比は、ゼーマン効果によって測定されることもある。ゼーマン効果は荷電粒子を磁場中においた場合に複数のエネルギー準位に分裂する現象である。
{\displaystyle \Delta E={\frac {e\hbar B}{2m}}(m_{j,f}g_{J,f}-m_{j,i}g_{J,i})}
ここで、{\displaystyle m_{j,f}}と{\displaystyle m_{j,i}}は、-jからjの整数値をとる量子数の最終値と初期値である。
なお、jは全角角運動量演算子{\displaystyle \mathbf {J} =\mathbf {L} +\mathbf {S} }の固有値である。({\displaystyle \mathbf {S} }は固有値sをとるスピン演算子、
{\displaystyle \mathbf {L} }は固有値lをとる角運動量演算子である。)
このとき、{\displaystyle g_{J}}は、ランデのg因子であり、以下のように計算される。
{\displaystyle g_{J}=1+{\frac {j(j+1)+s(s+1)-l(l+1)}{2j(j+1)}}}
エネルギーのシフト:{\displaystyle \Delta E}は、周波数 {\displaystyle \nu }と波長 {\displaystyle \lambda }を用いて、以下のようにあらわされる。
{\displaystyle \Delta E=h\Delta \nu =hc\Delta ({\frac {1}{\lambda }})=hc{\frac {\Delta \lambda }{\lambda ^{2}}}}
ゼーマン効果の測定は、一般に、ファブリ・ペロー干渉計を用いて行われる。磁場中に配置した光源からの光を、干渉計を構成する二つのミラーを通す。
{\displaystyle \delta D}を波長{\displaystyle \lambda +\Delta \lambda }の{\displaystyle m}次のリングを波長{\displaystyle \lambda }のそれに一致させるために必要な離す長さとし、{\displaystyle \Delta D}を波長{\displaystyle \lambda }の{\displaystyle (m+1)}次のリングを{\displaystyle m}次のリングと一致させる場合に必要な長さとすると、
{\displaystyle \Delta \lambda =\lambda ^{2}{\frac {\delta D}{2D\Delta D}}}.
となる。よって
{\displaystyle hc{\frac {\Delta \lambda }{\lambda ^{2}}}=hc{\frac {\delta D}{2D\Delta D}}={\frac {e\hbar B}{2m}}(m_{j,f}g_{J,f}-m_{j,i}g_{J,i})}.
整理すると、電子の質量電荷比は以下の式で求められる。
{\displaystyle {\frac {e}{m}}={\frac {4\pi c}{B(m_{j,f}g_{J,f}-m_{j,i}g_{J,i})}}{\frac {\delta D}{D\Delta D}}}.